# Centro de Natación M-86
El Centro de Natación M-86 (también conocido como Centro de Natación Mundial 86 o Centro de Natación Madrid 86) es una instalación deportiva para la práctica de las diferentes especialidades de la natación, ubicada en la ciudad de Madrid (España). Fue construido con motivo del V Campeonato Mundial de Natación, celebrado en agosto de 1986. 
El Consejo Superior de Deportes (CSD) lo clasifica como centro especializado de tecnificación deportiva en natación.
Funciona como centro de enseñanza y práctica de la natación para cualquier persona inscrita. Además cuenta con secciones especializadas en el deporte de alto rendimiento, en las modalidades de natación, saltos, natación sincronizada y waterpolo.
En sus instalaciones se encuentran las sedes de la Real Federación Española de Natación, la Federación Madrileña de Natación y el Centro de Medicina Deportiva de la Comunidad de Madrid.

## Ubicación
Está ubicado en la confluencia de las calles José Martínez de Velasco y Juan Esplandiú, en el barrio madrileño de Estrella del distrito de Retiro. Prácticamente enfrente de la fachada oriental del centro empieza el parque de Roma, y más allá se halla la autovía M-30. La estación de metro más cercana es la de Sainz de Baranda de las líneas 6 y 9.

## Historia
Las obras de construcción comenzaron en julio de 1984 bajo el diseño de los arquitectos José Miguel Pérez de Arenaza y Joaquín Pujol Simón. El centro fue inaugurado el 14 de mayo de 1986 por el presidente de la Comunidad de Madrid Joaquín Leguina. El presupuesto de las instalaciones fue de 1.240 millones de pesetas.
El complejo fue galardonado en 1989 con la medalla de plata del Premio COI/IAKS en la categoría A, instalaciones deportivas para eventos internacionales.
El 2 de marzo de 2010 se inició la ampliación del complejo que se desarrolló en 4 fases, en las que se remodelaron las instalaciones anteriores y se construyeron más de 5.500 m² de instalaciones nuevas: un centro de formación académica para jóvenes deportistas estudiantes, construcción de un techo retráctil para la piscina olímpica exterior y la creación de instalaciones complementarios al Centro de Tecnificación.

## Instalaciones
El complejo deportivo cuenta con las instalaciones deportivas siguientes:
- Piscina olímpica descubierta de 50 m (protegida en la época invernal por una cubierta presostática).
- Piscina olímpica cubierta de 50 m.
- Piscina cubierta de saltos, con 6 plataformas de diferentes alturas (3, 5, 7`5, 10, 12 y 15 m) y nueve trampolines (cinco de 1 m y otros cuatro de 3 m de altura).
- Piscina de enseñanza cubierta de 25 m.
- Piscina interior para enseñanza de bebés.
- Piscina exterior de chapoteo, con cascada y forma semicircular.
- Piscina exterior recreativa infantil.
- Centro escolar y aulas

Cuenta además con un gimnasio, una sala de musculación, servicio médico, aulas, un salón de actos, una cafetería-restaurante, vestidores, duchas y sauna.

## Principales eventos internacionales
- 1986: V Campeonato Mundial de Natación
- 2004: XXVII Campeonato Europeo de Natación[5]